# La canción de la Malibrán
La canción de la Malibrán es una película española de drama musical biográfica estrenada en 1951, escrita y dirigida por Luis Escobar Kirkpatrick y protagonizada en el papel principal por María de los Ángeles Morales.
Está basada en la vida de la soprano española del siglo XIX María Malibrán.

## Sinopsis
La cantante de ópera María García renuncia a su carrera musical al contraer matrimonio, pero cuando su marido se arruina debido al juego, se ve forzada a viajar a casa de su cuñada en París y regresar a los escenarios.

## Reparto
- María de los Ángeles Morales ... María García (La Malibrán)
- Carlos Agostí ... Carlos de Béirot
- Fernando Aguirre
- Rafael Alonso
- Matilde Artero
- Julia Caba Alba ... Hermana de María Malibrán
- Rafael Calvo
- Adela Carboné ... Aristócrata
- Carlos Díaz de Mendoza
- Chano Gonzalo ... Padre de María Malibrán
- Luis Hurtado ... Eugenio
- Arturo Marín
- Pilar Muñoz
- Raquel Rodrigo
- José Villasante